# Сергієнко Андрій Сергійович
Андрі́й Сергі́йович Сергіє́нко — солдат Збройних сил України, учасник російсько-української війни, що відзначився в ході російського вторгнення в Україну. Герой України (2024).

## Життєпис
Народився 2004 року в с. Петрушин Чернігівського району Чернігівської області.
На момент початку російського вторгнення в Україну навчався на 3 курсі Чернігівського професійного ліцею залізничного транспорту, здобуваючи фах маляра-штукатура. Більше 40 днів Андрій прожив під російською окупацією. На свій 18-й день народження пішов до ТЦК, проте одразу до Збройних сил України його не взяли. Згодом подав заявку до 3-ї окремої штурмової бригади та був зарахований на військову службу в квітні 2023. Пройшов навчання й став стрільцем-снайпером.
З перших боїв у липні 2023 року проявив себе лідером та хоробрим воїном. У вересні 2023 року під час боїв за с. Андріївку на Донечині у ході штурмових дій протягом доби особисто знищив 24 російських окупантів, серед них двох кулеметників, снайпера та гранатометника. У березні 2024 року був командиром штурмової групи, воював на Авдіївському напрямку в Донецькій області. У квітні 2024 року виконував бойові завдання у с. Терни Донецької області. Під його командуванням група успішно утримувала зайняті позиції, відбиваючи штурми противника. Під час одного з артилерійських обстрілів унаслідок влучання ворожої міни зазнав значного поранення, внаслідок якого Андрію Сергієнку ампутували обидві ноги.

## Нагороди та відзнаки
- Звання Герой України з врученням ордена «Золота Зірка» (30 вересня 2024) — за особисту мужність і героїзм, виявлені у захисті державного суверенітету та територіальної цілісності України, самовіддане служіння Українському народові[4];
- Відзнаку «Золотий хрест» Головнокомандувача Збройних сил України;
- Відзнаку  «Хрест хоробрих» Головнокомандувача Збройних сил України;
- Нагрудний знак Командувача об'єднаних сил ЗСУ «За службу та звитягу» ІІІ ступеня.